# Marathon van Enschede 2014
De marathon van Enschede 2014 werd gelopen op zondag 27 april 2014 in Enschede. Het was de 46e editie van deze marathon.
De wedstrijd werd bij de mannen gewonnen door de Keniaan Elijah Sang in 2:10.22. Hij had twintig tellen voorsprong op de Ethiopiër Dawit Wolde. De eerst aankomende vrouw was de Nederlandse Reina Visser in 2:42.07.
Naast de hele marathon kende het evenement ook een hardloopwedstrijd over de halve marathon en twee trimlopen (10 km en 5 km) en diverse kinderlopen.
In totaal finishten er 506 marathonlopers, 2505 lopers op de halve marathon en 3308 op overige afstanden.

## Marathon
Mannen
| rang   | naam                   | land | tijd    |
| ------ | ---------------------- | ---- | ------- |
| Goud   | Elijah Sang            | KEN  | 2:10.22 |
| Zilver | Dawit Wolde            | ETH  | 2:10.42 |
| Brons  | Abdi Nageeye           | NED  | 2:11.33 |
| 4      | Julius Kiplagat Korir  | KEN  | 2:12.02 |
| 5      | Solomon Lema           | ETH  | 2:13.05 |
| 6      | James Mwangi           | KEN  | 2:14.00 |
| 7      | Isaac Kosgei           | KEN  | 2:14.23 |
| 8      | Josphat Leting Kiprono | KEN  | 2:15.47 |
| 9      | Leta Girma             | ETH  | 2:16.27 |
| 10     | Martin Nyakua          | UGA  | 2:18.43 |

Vrouwen
| rang   | naam                 | land | tijd    |
| ------ | -------------------- | ---- | ------- |
| Goud   | Reina Visser         | NED  | 2:42.07 |
| Zilver | Esme Moricke         | NED  | 2:52.30 |
| Brons  | Ingrid Prigge        | NED  | 2:52.47 |
| 4      | Mireille Bart        | NED  | 2:58.33 |
| 5      | Selina van der Vliet | NED  | 2:58.39 |
| 6      | Elsemieke de Vos     | NED  | 2:59.02 |
| 7      | Heidi Curinckx       | BEL  | 3:09.50 |
| 8      | Gea Siekmans         | NED  | 3:21.25 |
| 9      | Gerry Visser         | NED  | 3:22.51 |
| 10     | Nicolette Ibink      | NED  | 3:23.24 |

## Halve marathon
Mannen
| rang   | naam                | land | tijd    |
| ------ | ------------------- | ---- | ------- |
| Goud   | Mark Oude Bennink   | NED  | 1:11.18 |
| Zilver | Sam Landman         | NED  | 1:11.23 |
| Brons  | Gijsberts Gaanderen | NED  | 1:12.09 |

Vrouwen
| rang   | naam           | land | tijd    |
| ------ | -------------- | ---- | ------- |
| Goud   | Leslie Smit    | GER  | 1:18.28 |
| Zilver | Anna Thompson  | AUS  | 1:24.03 |
| Brons  | Renee van Hoof | NED  | 1:24.50 |

1947 ·
1949 ·
1951 ·
1953 ·
1955 ·
1957 ·
1959 ·
1961 ·
1963 ·
1965 ·
1967 ·
1969 ·
1971 ·
1973 ·
1975 ·
1977 ·
1979 ·
1981 ·
1983 ·
1985 ·
1987 ·
1989 ·
1991 ·
1992 ·
1993 ·
1994 ·
1995 ·
1996 ·
1997 ·
1998 ·
1999 ·
2000 ·
2001 ·
2002 ·
2003 ·
2004 ·
2005 ·
2006 ·
2007 ·
2008 ·
2009 ·
2010 ·
2011 ·
2012 ·
2013 ·
2014 ·
2015 ·
2016 ·
2017 ·
2018 ·
2019 ·
2020 · 2021 ·
2022 ·
2023 ·
2024 ·
2025